# انگلهارد (کارولینای شمالی)
انگلهارد (به انگلیسی: Engelhard) شهری در ایالت کارولینای شمالی کشور ایالات متحده آمریکا است که جمعیت آن در سرشماری سال ۲۰۱۰ میلادی، ۴۴۵ نفر بوده‌است.